# ماری آزموند
ماری آزموند (به انگلیسی: Marie Osmond) با نام کامل اولیو ماری آزموند (به انگلیسی: Olive Marie Osmond) (زاده ۱۳ اکتبر ۱۹۵۹) خواننده، رقصنده و ترانه‌سرا آمریکایی است.
او خواهر دنی آزمند است.